# Senna hayesiana
Senna hayesiana är en ärtväxtart som först beskrevs av Nathaniel Lord Britton och Joseph Nelson Rose, och fick sitt nu gällande namn av Howard Samuel Irwin och Rupert Charles Barneby. Senna hayesiana ingår i släktet sennor, och familjen ärtväxter. Inga underarter finns listade i Catalogue of Life.